# Mai 1932

## Événements
- 4 mai, Suède : une prostituée de 32 ans, Lilly Lindeström, a été retrouvée assassinée dans son petit appartement du quartier d'Atlas à Stockholm. Selon l'un des policiers, le tueur aurait bu le sang de sa victime, La presse a surnommé le meurtrier le vampire d'Atlas. L'affaire n'est toujours pas résolue[1].
- 6 mai, France : assassinat du président de la République Paul Doumer par un déséquilibré russe Gorgoulov.
- 8 mai :
  - France : victoire des radicaux aux élections législatives. Rupture des négociations des radicaux avec la SFIO. Le PCF n’obtient que douze sièges. La crise économique favorise l'Action française et les Croix-de-feu appelées « ligues ».
  - Targa Florio.
- 9 mai : premier vol solo sans visibilité du capitaine A.F. Hegenberger sur un Consolidated NY-2. Il gagne ainsi la coupe Collier.
- 10 mai, France : Albert Lebrun président de la République, succède à Paul Doumer (fin en 1940).
- 15 mai : 
  - des membres de la marine impériale japonaise tentent de s’emparer du pouvoir au Japon après avoir assassiné le Premier ministre Tsuyoshi Inukai accusé d'avoir ratifié le Traité naval de Londres.
  - Grand Prix automobile des Frontières.
- 16 mai :
  - Incendie puis naufrage du paquebot français Georges Philippar au large d'Aden, 52 personnes trouvent la mort dont le journaliste Albert Londres.
  - Grand Prix automobile de Nîmes.
- 20 mai : Engelbert Dollfuss devient chancelier d’Autriche (fin en 1934).
- 20 et 21 mai : Amelia Earhart est la première femme à traverser l'Atlantique Nord en solo. Elle effectue cette traversée sur un Lockheed Vega entre Harbour Grace et Londonderry (Irlande du Nord).
- 22 mai : Avusrennen.
- 28 mai : achèvement de la digue de clôture du Zuiderzee (Afsluitdijk). La mer intérieure cède la place à un lac d’eau douce (IJsselmeer), réduit peu à peu par d’immenses polders voués à l’agriculture.
- 29 mai : Eifelrennen.
- 30 mai : 
  - le royaume d'Irak obtient son indépendance du Royaume-Uni.
  - 500 miles d'Indianapolis.
- 31 mai, Allemagne : cabinet de Franz von Papen.

## Naissances
- 1er mai : Sandy Woodward, amiral de la Royal Navy († 4 août 2013).
- 2 mai : Bruce Glover, acteur américain († 12 mars 2025).
- 7 mai : Philippe Contamine, historien français († 26 janvier 2022).
- 9 mai : 
  - Roger Dumas, comédien et auteur français († 3 juillet 2016).
  - Geraldine McEwan, actrice anglaise († 30 janvier 2015).
- 17 mai : Miloslav Vlk, cardinal tchèque, archevêque de Prague († 18 mars 2017).
- 21 mai : Jean Stablinski, coureur cycliste français († 22 juillet 2007).
- 25 mai : K. C. Jones, joueur et entraîneur de basket-ball américain († 25 décembre 2020).
- 28 mai : John Savage, premier ministre de la Nouvelle-Écosse († 13 mai 2003).
- 29 mai : Paul Parkman, médecin-scientifique et virologue américain († 7 mai 2024).
- 31 mai : Roy McMurtry, personnalité politique canadienne († 19 mars 2024).

## Décès
- 3 mai : Charles Hoy Fort, écrivain américain et chercheur paranormal (° 9 août 1874).
- 6 mai : Roméo Beaudry, producteur et auteur.
- 7 mai : Paul Doumer, (assassiné), président de la République française.
- 16 mai : Albert Londres, journaliste, dans l'incendie du paquebot George Phillipar.